# Бой в посёлке Красноармейском
Бой в посёлке Красноармейском (Красноармейский Рудник, с 1953 года город Доброполье) — бой между арьергардом  4-го гвардейского и 10-го танковых корпусов и подразделениями 40-й танковой  армии в Доброполье 1943 году, во время операции «Скачок», один из эпизодов Великой Отечественной войны.

## История
21 — 22 февраля 18 — й танковый корпус, 183 танковая бригада и 9 отдельная гвардейская танковая бригада вели бои с немцами, находясь фактически в окружении на территории нынешнего города. Положение красноармейских частей стало критическим. Командир подвижной группы генерал М. М. Попов отдал приказ про отступление.
В ночь с 22-23 февраля 1943 года остатки четвёртого гвардейского танкового корпуса во главе с Г. Я. Андрющенко, отступили из Красноармейска на территорию нынешнего города Доброполье. 23 февраля они в составе 183-й танковой бригады покинули территорию города Доброполье.
Уход бригады прикрывали два батальона: танковый во главе с И. М. Коваленко и мотострелковый во главе с И. М. Магоновим. В течение всего дня 23 февраля они вели неравный бой с немецкой армией. Им помогали добропольцы с оружием в руках, ранее захваченным красноармейцами у врага, и выданным местным жителям комбригом Г. Я. Андрющенко.
Под огнём вражеских танков погибло более сотни красноармейцев, которые не успели отступить до посёлка РККА, куда уже отошла и заняла оборону вся группа прикрытия.
Бой в районе шахты продолжался до позднего вечера. Красноармейцы вели огонь из-за шахтных зданий, вагонеток, а также с террикона. Всё поле шахты "Алмазная", где в настоящее время располагается парк стадиона, было густо покрыто трупами немецких солдат и их подбитыми танками. Руководил группой прикрытия комиссар Е. М. Каминин, который погиб в бою на дворе шахты.
Атаки немцев на позиции группы прикрытия усилились, были подтянуты дополнительные танковые группы. Под покровом ночи советские солдаты и самооборона города Доброполье оставили свой последний рубеж обороны и отошли к с. Степановка Александровского района, где находились их основные силы. Их отступление прикрывал огнём пулемёта, тяжело раненный в обе ноги. М. Самойлов, горняк шахты Добропольской, руководитель местной подпольной группы антифашистов.